# Herpetoreas burbrinki
Espèce
Herpetoreas burbrinki est une espèce de serpents de la famille des Natricidae. 

## Répartition
Cette espèce est endémique du Tibet.

## Étymologie
Cette espèce est nommée en l'honneur de Frank T. Burbrink.

## Publication originale
- Guo, Zhu, Liu, Zhang, Li, Huang & Pyron, 2014 : A taxonomic revision of the Asian keelback snakes, genus Amphiesma (Serpentes: Colubridae: Natricinae), with description of a new species. Zootaxa, no 3873 (4), p. 425–440.